# Винахідник
Винахідник — людина, яка створює нові винаходи, головним чином, технічні пристрої або методи. Хоча деякі винахідники можуть бути також вченими, більшість з них — інженери, які створюють технічні новинки на базі відкриттів інших вчених. Часто винахідники покращують існуючі пристрої або комбінують їх для створення нових корисних пристроїв.
Для заохочення винахідницької діяльності у багатьох країнах світу була створена система патентів, що видаються компетентними державними органами, які засвідчують пріоритет винаходу, авторство та виняткове право на винахід. Крім того, видатні заслуги винахідників в Україні можуть бути відзначені на державному рівні шляхом присудження почесного звання «Заслужений винахідник України».
Здібність до винахідництва можна розвивати. Розроблена теорія вирішення винахідницьких завдань (ТРІЗ), що пропонує величезну базу навчальних завдань, типові прийоми рішення та безліч інших інструментів, необхідних для вирішення конкретного завдання.